# Curt Wach

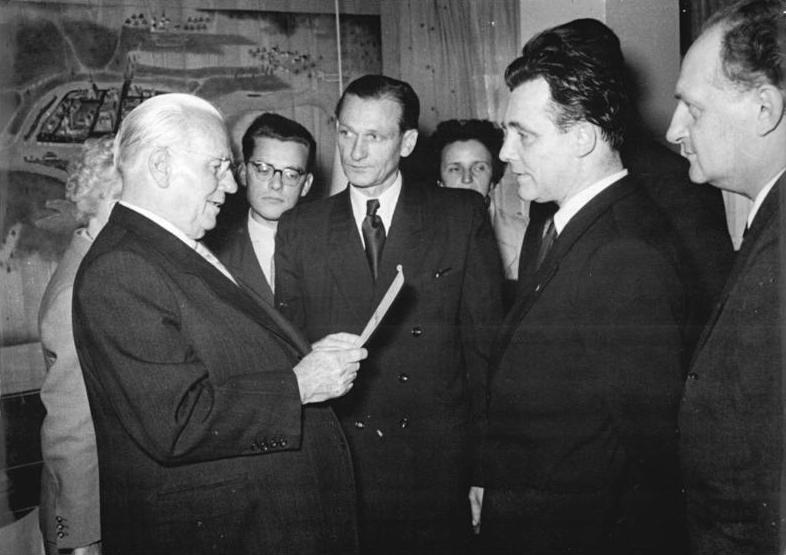
Wilhelm Pieck (links), Curt Wach (Mitte) und Hermann Henselmann (2. von rechts) beim Besuch des Kinderkaufhauses Berlin, Karl-Marx-Allee (1954).

Curt Wach (* 5. Februar 1906 in Gersdorf bei Hainichen; † 18. Juni 1974) war ein deutscher Politiker (KPD/SED). Er war Vorsitzender des Rates des Bezirkes Potsdam sowie Minister für Handel und Versorgung der DDR.

## Leben
Wach, Sohn eines Landarbeiters, besuchte die Volksschule und erlernte den Beruf des Maschinenschlossers. Er arbeitete in diesem Beruf sowie als Arbeiter in einer Papierfabrik und in einer Ziegelei. 1920 wurde er Mitglied des Deutschen Metallarbeiter-Verbandes. 1927 trat er der Kommunistischen Partei Deutschlands (KPD) bei und war Betriebsrat in den Framo-Werken in Frankenberg. Ab 1928 war er Instrukteur im KPD-Arbeitsgebiet Hainichen. Wach besuchte die KPD-Parteischule in Thalheim und war dort Referent. Ab 1932 wirkte er als Politleiter des KPD-Unterbezirks Riesa und war Mitglied des Sekretariats der KPD-Bezirksleitung Sachsen.
Nach der „Machtergreifung“ der Nationalsozialisten beteiligte sich Wach am kommunistischen Widerstand. Im Mai 1933 wurde er verhaftet und im April 1934 durch den Zweiten Strafsenat des Oberlandesgerichts Dresden zu 21 Monaten Zuchthaus verurteilt. Nach Ablauf der Haftstrafe im Zuchthaus Waldheim wurde er ins KZ Sachsenburg verbracht und erst 1936 entlassen. Er arbeitete als Heilpraktiker und als Dreher. Wach wurde im Januar 1945 erneut verhaftet, konnte jedoch im März 1945 fliehen.
1945/1946 war Wach Bürgermeister von Hainichen. Er wurde 1946 Mitglied der SED und war zeitweise Sekretär der SED-Landesleitung Sachsen für die Oberlausitz. Von 1946 bis 1950 war er Kreisrat bzw. Landrat des Kreises Dippoldiswalde, von 1950 bis Juli 1952 Erster Vorsitzender der Landeskommission für Staatliche Kontrolle Brandenburg und von 1952 bis 1953 Vorsitzender des Rates des Bezirkes Potsdam.
Von Februar 1953 bis Juli 1959 war Wach Minister für Handel und Versorgung der DDR und gehörte als Mitglied von November 1954 bis Dezember 1958 dem Präsidium des Ministerrats an. 1959 trat er aus gesundheitlichen Gründen in den Ruhestand.

## Auszeichnungen
- Vaterländischer Verdienstorden in Silber (1957)
- Medaille für Kämpfer gegen den Faschismus 1933 bis 1945 (1958)[1]